# Marino Faliero
Marino Faliero was de 53ste Doge van Venetië, verkozen op 11 september 1354. Hij werd ter dood veroordeeld in 1355.

## Biografie
Faliero was al Doge, maar de machtsbeperkingen vielen hem zwaar. Nog in zijn eerste jaar in functie (1355) pleegde hij een staatsgreep. Zijn haat voor de adelstand, die zo op hem neerkeek, zorgde voor deze gewaagde daad: hij wilde prins worden. 
Tijdens het daaropvolgende proces pleitte hij schuldig op alle beschuldigingen en werd ter dood gebracht. Zijn lijk werd verminkt en samen met 10 andere aanstichters aan het Dogepaleis opgehangen. 
Op zijn naam werd de Damnatio memoriae (Latijn: verdoemenis van de herinnering) toegepast: in praktijk betekende dit dat men zijn standbeelden en nalatennissen verwijderde en zijn naam als een soort ongeluksbrenger beschouwde. Daarom is het de eerste Doge wiens portret niet (meer) te kijk hangt in het Sala del Maggior Consiglio (Zaal van de Grote Raad) in het Palazzo Ducale. Waar normaal gezien zijn portret moet hangen, is er een zwart gedeelte met de tekst: "Hic est locus Marini Falieri decapitati pro criminibus" (Latijn: Hier bevindt zich de plaats van Marino Faliero, die onthoofd is voor zijn misdaden).

## Faliero in de kunst
Het verhaal van Faliero's opstand werd gedramatiseerd door Lord Byron (Marino Faliero, Doge of Venice, 1821) en door Casimir Delavigne (1829). Laatstgenoemde versie werd bewerkt tot een opera op muziek van Gaetano Donizetti in 1835. Alle drie de drama's gaan uit van de traditionele veronderstelling dat Faliero handelde om de eer van zijn echtgenote te redden. In 1885 schreef de Engelse schrijver en dichter Algernon Swinburne een drama over de opstand van Faliero. Zijn laatste ogenblikken zijn op doek gebracht door de schilder Francesco Hayez (1867) en zijn executie door Eugène Delacroix (1826).

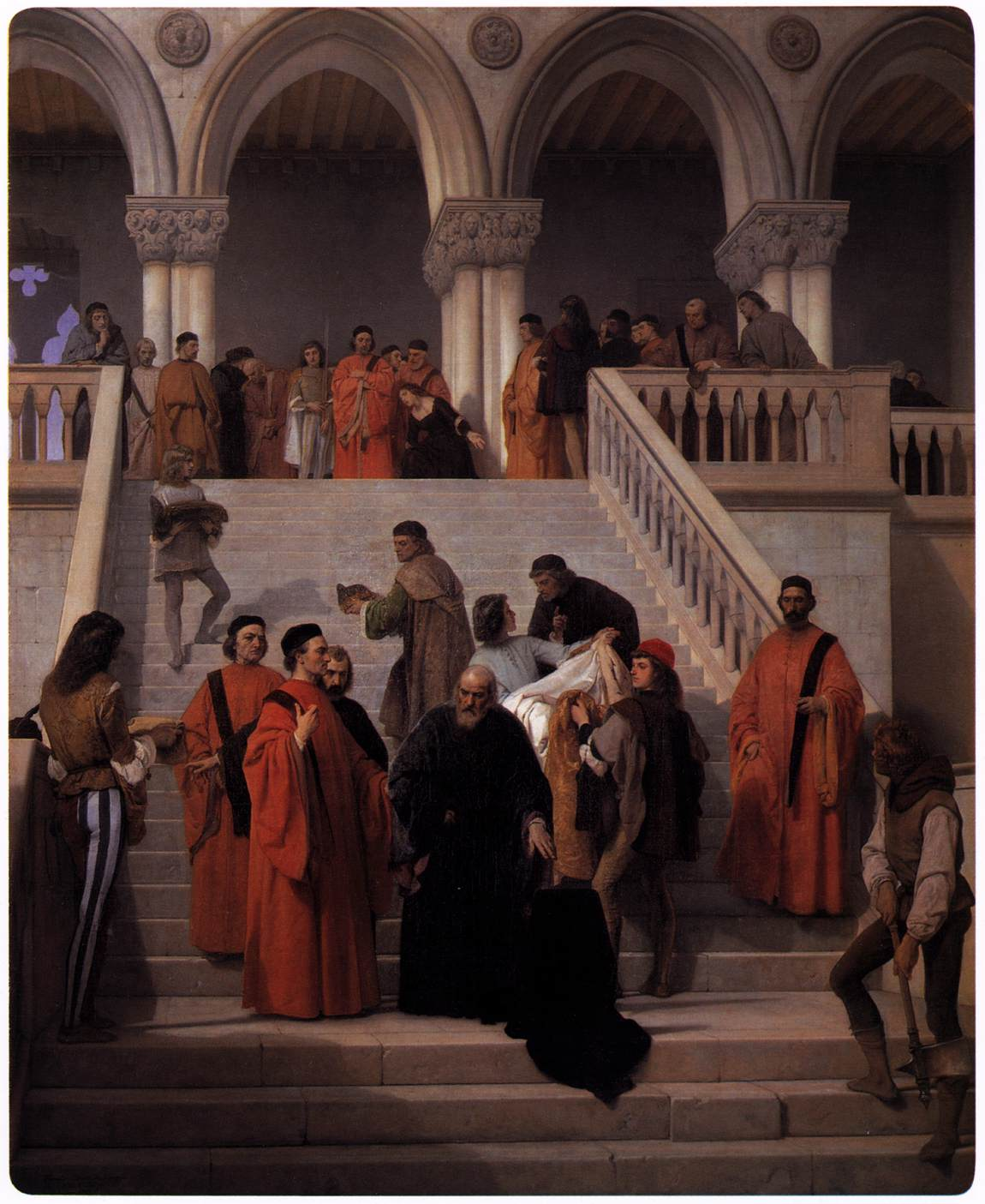
Laatste momenten van van Marino Faliero
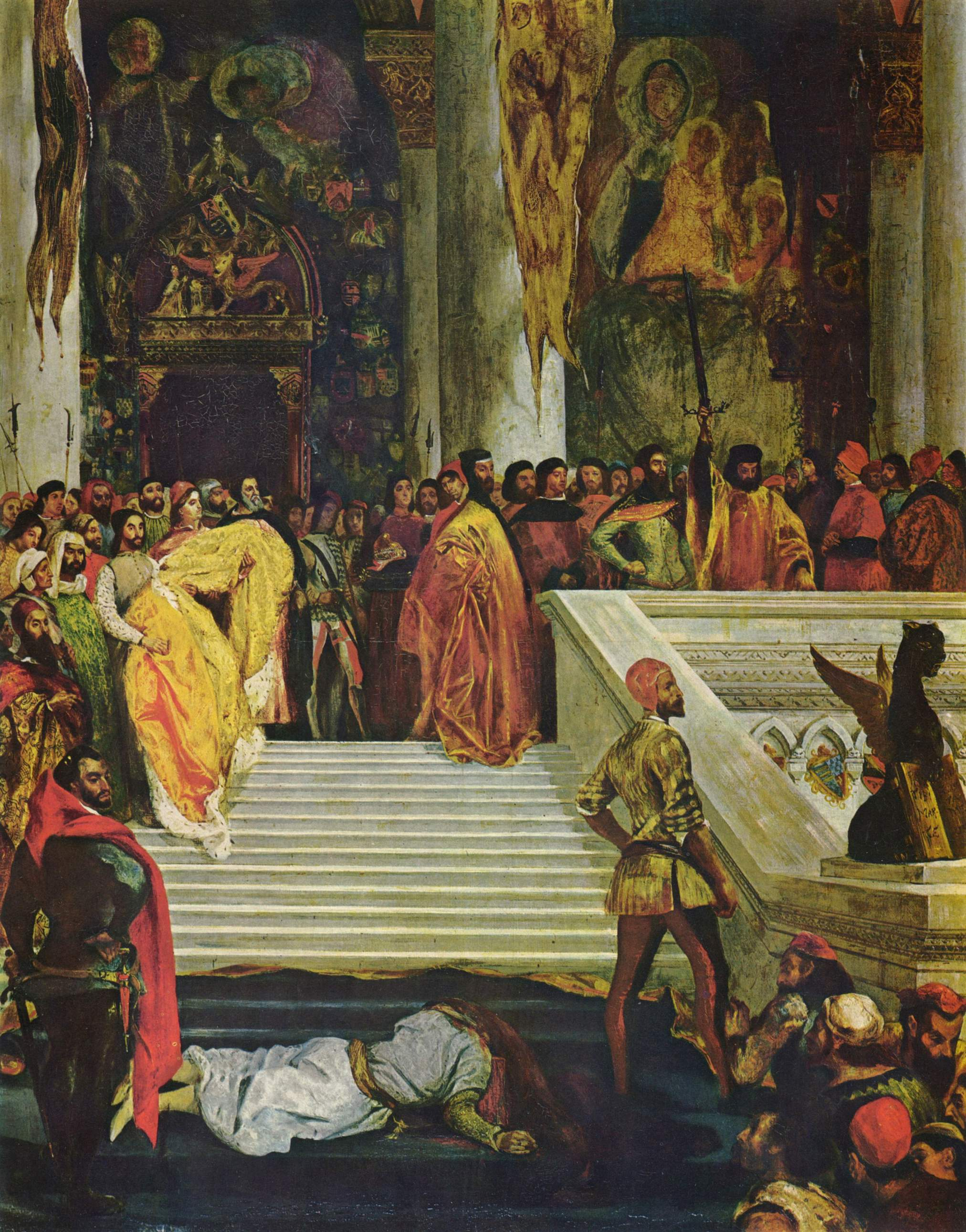
Executie van Marino Faliero